# Phyllonorycter kautziella
Phyllonorycter kautziella là một loài bướm đêm thuộc họ Gracillariidae. Nó được tìm thấy ở khắp Tây Ban Nha.